# Sawadaeuops
Sawadaeuops es un género de gorgojos de la familia Attelabidae. En 2003 Legalov describió el género. Esta es la lista de especies que lo componen:
- Sawadaeuops beijingensis  (Legalov, 2003)
- Sawadaeuops centralchinensis  Legalov & Liu, 2005
- Sawadaeuops davidiani  Legalov, 2003
- Sawadaeuops hermanni  Legalov, 2003
- Sawadaeuops hubeiensis  Legalov & Liu, 2005
- Sawadaeuops indicus Legalov, 2004
- Sawadaeuops jiuzhaiensis  (Liang, 2005)
- Sawadaeuops nielamus  Legalov & Liu, 2005
- Sawadaeuops nitidicollis  (Voss, 1942)
- Sawadaeuops ovalis  Legalov, 2003
- Sawadaeuops potanini  (Legalov, 2003)
- Sawadaeuops pseudoindicus  (Riedel, 2009)
- Sawadaeuops punctatostriatus  (Motschulsky, 1860)
- Sawadaeuops punctatus  Legalov in Legalov & Liu, 2005
- Sawadaeuops sichuanensis  Legalov & Liu, 2005
- Sawadaeuops yunnanensis  (Liang, 2005)